# William Dickey
William Paul "Bill" Dickey (13 de octubre de 1883 - 17 de febrero de 1950) - fue un saltador estadounidense de plataforma, participó en los Juegos Olímpicos de Saint Louis 1904, ganando la medalla de oro en salto de distancia desde plataforma.

## Juegos Olímpicos
Dickey participó en los Juegos Olímpicos de 1904, en la especialidad de salto a de natación desde plataforma. La competencia  tuvo lugar el 5 de septiembre de 1904 con la asistencia de cinco competidores (todos eran norteamericanos). Dickey con una puntuación de 19,05 metros ganó la competencia.